# Chemicky indukovaná dynamická nukleární polarizace
Chemicky indukovaná dynamická nukleární polarizace (zkráceně CIDNP), je metoda založená na nukleární magnetické rezonanci, používaná ke zkoumání chemických reakcí, při kterých se vyskytují radikály. Detekuje neboltzmannovské (netepelné) rozdělení spinů jader při těchto reakcích jako zesílené absorpční nebo emisní signály.
CIDNP byla objevena nezávisle na sobě dvěma skupinami v roce 1967.
První teorie popisující tuto metodu byly založeny na dynamické nukleární polarizaci (z čehož pochází její název) prostřednictvím Overhauserova jevu; následné experimenty ale ukázaly, že v mnoha případech DNP nedokáže vysvětlit polarizační fáze CIDNP. V roce 1969 bylo navrženo jiné vysvětlení, využívající jaderné spiny, které ovlivňují pravděpodobnosti rekombinací a oddělování dvojic radikálů.
Podobnou metodou je chemicky indukovaná dynamická elektronová polarizace (CIDEP).

## Princip a vybavení
K detekci se při CIDNP používá spektroskopie nukleární magnetické rezonance, nejčastěji 1H-NMR spektrum, kde se využívají zesílené absorpční a emisní signály. K jevu dochází, když během chemické reakce vznikají působením tepla nebo světla nespárované elektrony (radikály). Magnetické pole spektrometru interaguje s magnetickými poli vytvářenými spiny protonů; každý ze dvou možných spinů protonů vytváří mírně odlišnou hladinu energie oproti druhému. Za obvyklých podmínek se mírná většina, asi o 1/100 000 více, jader nachází v nižší hladině. CIDNP vytváří silně nevyrovnaná spektra hladin, kde je u některých produktů výrazně více spinů ve vyšší hladině a u jiných značně převažují ty v nižší hladině. Spektrometr tyto rozdíly detekuje na radiových frekvencích.

## Radikálové páry
Za nejčastější mechanismus CIDNP se považuje tvorba radikálových párů, jsou ale známy výjimky, například u řady radikálů obsahujících fluor.
Chemická vazba je tvořena dvojicí elektronů s opačnými spiny. Světelná energie nebo teplo mohou změnit spiny elektronů ve vazbách a způsobit tak, že elektrony nejsou spárované, což se označuje jako tripletový stav, a rozštěpit vazbu. Orientace některých jaderných spinů může vyvolat změny spinů u nepárových elektronů, což se označuje jako spinorbitální interakce. Jiné jaderné spiny mívají na tripletové páry jiný vliv, a mohou tak dovolovat delší oddělení radikálů od sebe, čímž se zvyšuje pravděpodobnost reakcí s dalšími molekulami. Produkty rekombinace budou mít jiné rozdělení jaderných spinů než produkty vytvořené z oddělených radikálů.

## Příklad
Vznik CIDNP ve fotochemickém systému (cílová molekula a fotosensitizátor, například flavin) je cyklický. Na začátku je řetězec reakcí spuštěn fotonem, který excituje flavinmononukleotid (FMN) do singletového excitovaného stavu. Kvantový výtěžek fluorescence tohoto stavu je nízký, a přibližně polovina molekul se přemění na dlouho žijící tripletové stavy. Tripletový FMN vykazuje vysokou elektronovou afinitu. Jestliže je v soustavě přítomna molekula s nízkým ionizačním potenciálem (například fenol nebo polyaromatický uhlovodík), tak difuzně omezený přenos elektronu vytvoří spinově korelovaný tripletový přechodný stav – radikálový pár. Kinetika tohoto procesu je složitá a může zahrnovat několik protonací a deprotonací, a bývá tak závislá na pH.
Radikály se mohou buď znovu spojit jako singlety, nebo oddělit a zapojit se do dalších reakcí. Pravděpodobnost každé z těchto možností u daného páru závisí na jaderném spinovém stavu a dochází tak k třídění jaderných spinových stavů a pozorovatelné jaderné polarizaci.

## Využití
Detekce CIDNP prostřednictvím zesílených absorpčních či emisních signálů v NMR spektrech se používá ke zkoumání radikálů a mechanismů reakcí, kterých se radikály účastní. V některých případech také CIDNP umožňuje zlepšování citlivosti NMR. Hlavní využití foto-CIDNP je ve výzkumu proteinů obsahujících zbytky aromatických aminokyselin histidinu, tryptofanu, a tyrosinu, které lze polarizovat pomocí flavinů nebo jiných aza-aromatických sloučenin. Foto-CIDNP je možné použít na zjišťování povrchové struktury proteinů v nativním i částečně složeném stavu, a jejich interakcí s molekulami, které mění dostupnost reaktivních postranních řetězců.
Foto-CIDNP bývá obvykle pozorován v kapalinách, ale byl zjištěn i u pevných látek, například jader 13C a 15N ve fotosyntetických reakčních centrech, kde se může jaderná polarizace nahromadit ve velké míře.